# Randy Deweese
Randy Deweese (* 5. Juni 1998 in Sacramento) ist ein US-amerikanischer Volleyballspieler.

## Karriere
Deweese begann seine Karriere an der High School Natomas Pacific. Von 2016 bis 2021 studierte er an der UC Santa Barbara und spielte in der Universitätsmannschaft Gauchos. Nach seinem Studium wechselte er zum griechischen Erstligisten OFI Kreta. Mit dem Verein erreichte er in der Saison 2021/22 den siebten Platz in der Liga. 2022 wurde er vom deutschen Bundesligisten Netzhoppers Königs Wusterhausen verpflichtet.